# والتر پیتس
والتر پیتس (انگلیسی: Walter Pitts؛ ۲۳ آوریل ۱۹۲۳ – ۱۴ مهٔ ۱۹۶۹) منطق‌دان آمریکایی بود که در زمینه علوم اعصاب محاسباتی کار می‌کرد.